# 627

## Evenimente
- 12 decembrie: Războiul bizantino-sasanid. Bătălia de la Ninive. S-a încheiat cu victoria bizantină.

## Decese
- 22 ianuarie: Theodelinda regină a Italiei (589-616) (n. 570)
- dată necunoscută: Bonus (patrician)  (n. ?)